# Chipata
Chipata er en by i den østlige del af Zambia med 141.800 (2022) indbyggere. Byen er hovedstad i landets Østprovins, og ligger tæt ved grænsen til nabolandet Malawi.